# Het eerste miljard
Het eerste miljard is een financiële thriller uit 2002 van de Amerikaanse auteur Christopher Reich.

## Het verhaal
John 'Jett' Gavallan is oprichter en directeur van Black Jet Securities, een internationaal opererende investeringsbank met 1200 medewerkers in vier landen, met het hoofdkantoor in het zakendistrict van San Francisco. De onderneming had een vermogen verdiend met beursemissies tijdens de technologische hausse aan het einde van de jaren negentig.
Mercury Broadband, een in 1997 opgerichte internetonderneming en de grootste aanbieder van internetdiensten in Rusland, Oekraïne, Wit-Rusland en Tsjechië, zou over zes dagen een beursnotering krijgen aan de New York Stock Exchange en Black Jet Securities was de uitgiftebegeleidende bank. Een transactie waarmee het $70 miljoen aan honoraria zou verdienen.
Grafton Byrnes, de tweede man van Black Jet Securities, ontdekt in Rusland dat Mercury Broadband niet is wat het lijkt. In een netwerkcentrum verrichten een duizendtal computers geautomatiseerd keer op keer dezelfde handeling: het aanmelden op de website van internetportaal Red Star, een onderdeel van Mercury Broadband. Hij probeert tevergeefs telefonisch contact te leggen met Gavallan om hem van de geconstateerde feiten op de hoogte te brengen.
Plots circuleren er geruchten in de Amerikaanse media dat Mercury Broadband niets meer is dan een lege huls, waardoor de beursintroductie dreigt te mislukken en mogelijk tot het faillissement van Black Jet Securities zal leiden. Gavallan vermoedt een listig bedrog dat zowel zijn bedrijf als hem te gronde kan richten en belt Byrnes in Moskou, maar die lijkt van de aardbodem te zijn verdwenen. Hij ontdekt dat er een mol actief is binnen Black Jet Securities, maar kan zijn identiteit niet achterhalen.
Speciaal agent Roy DiGenovese van de FBI staat aan het hoofd van de Gezamenlijke Russisch-Amerikaanse Taakeenheid ter Bestrijding van de Georganiseerde misdaad die is belast met een onderzoek naar Mercury Broadband en haar eigenaar miljardair Konstantin Kirov. Om bewijsmateriaal te verzamelen plaatsen ze Gavallan onder surveillance en wordt er afluisterapparatuur in zijn appartement geplaatst.
Om het tij voor Black jet Securities te keren gaat Gavallan op onderzoek. Zijn onderzoek leidt hem vervolgens naar Palm Beach, Florida, het Zwitserse Zürich en Moskou.
Hij wordt op de hielen gezeten door speciaal agent Roy DiGenovese die vermoedt dat Gavallan niet zo onschuldig is als hij doet voorkomen.